# Katharine Brown
Katharine Brown (7 aprile 1987) è una modella scozzese incoronata Miss Scozia 2009.
La Brown ha in seguito rappresentato la Scozia a Miss Mondo 2009 che si è tenuto a Johannesburg, in Sudafrica il 12 dicembre 2009. La modella scozzese si è classificata al terzo posto per il titolo di Beach Beauty e fra le prime dodici per il titolo di Miss World Top Model.
In quanto concorrente britannica ad aver ottenuto il migliore piazzamento a Miss Mondo, Catherine Brown è stata nominata Miss Regno Unito 2009, ottenendo quindi il diritto di rappresentare il Regno Unito a Miss International 2010 in cina.